# Muroto
Muroto (室戸市 -shi) é uma cidade japonesa localizada na província de Kochi.
Em 2003 a cidade tinha uma população estimada em 18 465 habitantes e uma densidade populacional de 74,39 h/km². Tem uma área total de 248,21 km².
Recebeu o estatuto de cidade a 1 de Março de 1959.